# Parce sepulto (romanzo)
Parce sepulto è un romanzo giallo storico scritto da Danila Comastri Montanari, pubblicato per la prima volta nel 1990 dalla Arnoldo Mondadori Editore nella collana Il giallo Mondadori con il numero 2466. L'edizione originale lo pone come la quinta avventura di Publio Aurelio Stazio in ordine di uscita, mentre quella Hobby & Work lo pone come la sua terza avventura.

## Trama
Siamo nel 45 d.C. Publio Aurelio Stazio viene invitato dalla sua amica Pomponia alle nozze tra Lucilla e Ottavio, rispettivamente, figlia e figlio adottivo del retore Lucio Arriano, in quella che si auspica una serena giornata; purtroppo, però, il giovane senatore in persona è tra i primi a scoprire la promessa sposa senza vita nei fanghi del bagno. Sembra essere stata stroncata da un collasso durante i preparativi, ma il dito della giovane è puntato verso l'alto, e questo, per il senatore, è un chiaro gesto d'accusa, anche se non si sa contro chi: forse contro Camilla, la gemella di Lucilla, eppur diversa nel carattere, o contro Arriano, che sembra stia tentando inutilmente di nascondere le tracce del proprio passato. Aurelio è sicuro di aver comunque individuato il colpevole, e lotterà contro il tempo per fermarlo.

## Personaggi
- Publio Aurelio Stazio
- Pomponia
- Castore
- Paride
- Lucio Arriano: retore
- Ispulla Camillina: madre di Arriano
- Lucilla e Camilla: figlie gemelle di Arriano
- Ottaviano: insegnante, fidanzato di Lucilla
- Elio Corvino: banchiere, marito di Camilla
- Nicolao: segretario di Corvino
- Panezio: direttore di scuola
- Giunia Irenea: famosa matematica
- Manlio: svogliato scolaro sotto Panezio
- Nannion: ancella di Lucilla
- Loride: ancella di Camilla

## Edizioni
- Danila Comastri Montanari, Parce sepulto, n. 2466, collana Il Giallo Mondadori, Mondadori, 1996,  p. 91.
- Danila Comastri Montanari, Parce sepulto, Hobby & Work, 4 giugno 1999,  p. 305, ISBN 978-8871333489.
- Danila Comastri Montanari, Parce sepulto, collana Publio Aurelio Pocket, Hobby & Work, 2005,  p. 316, ISBN 978-8878510791.
- Danila Comastri Montanari, Parce sepulto, Hobby & Work, 13 luglio 2006,  p. 279, ISBN 978-8878513822.
- Danila Comastri Montanari, Parce sepulto, collana Publio Aurelio Pocket, Hobby & Work, 28 gennaio 2010,  p. 279, ISBN 978-8878518803.
- Danila Comastri Montanari, Parce sepulto, collana Oscar Mondadori bestsellers, Mondadori, 28 maggio 2013,  p. 280, ISBN 978-88-046-3028-9.